# Ледопад
Ледопад е участък от планински ледник, осеян с многобройни пукнатини и разбит на отделни ледени блокове с различни форми и размери. Образува се в места с рязка промяна на наклона (от полегат към стръмен) на дъното на ледника, където неговата скорост се увеличава, предизвикваща разтрошаването му.

## Галерея
- Ледопада Кхумбу в подножието на връх Еверест в Непал
- Преодоляване на ледопада Кхумбу
- Малък ледопад